# Lalang Sembawa
Lalang Sembawa is een bestuurslaag in het regentschap Banyuasin van de provincie Zuid-Sumatra, Indonesië. Lalang Sembawa telt 6488 inwoners (volkstelling 2010).